# Mabokopithecus
Mabokopithecus es un género extinto de primate catarrino perteneciente a la familia Proconsulidae que existió durante el Mioceno entre hace 16 y 15 millones de años. La única especie del género, T. kalakolensis, fue descrita a partir de restos fósiles hallados en la isla Maboko en el lago Victoria, Kenia. Era un catarrino de tamaño pequeño a mediano.